# La Baby sister
La Baby sister, est une telenovela colombienne diffusée en 2000-2001 par Teleset pour Caracol Televisión.

## Distribution
- Paola Rey - Fabiana Rivera
- Víctor Mallarino - Daniel Luna
- Marcela Gallego - Marta Parejo
- Víctor Hugo Cabrera - Reinaldo
- Nórida Rodríguez - Leticia
- Patricia Grisales - Roselia de Rivera
- Hugo Gómez - Fidel Rivera
- Sebastián Sánchez - Giovanny Rivera
- Cecilia Navia - Pili Guaquetá
- Manuela González - Verónica Dávila
- Carolina Sarmiento - Mireya
- Andrés Felipe Martínez - Jorge Camargo
- Ernesto Benjumea - Roberto Villa
- Alberto Saavedra - Sr. Paipa
- Luis Fernando Salas - Edwin Paipa
- María Margarita Giraldo - Ofelia
- Manuel Busquets - Manuel Parejo
- Isabel Campos - Elena de Parejo
- Manuela Bolívar - Valentina Luna
- Jeofrey Roffell - Vicente Luna
- Ana Maria Abello - Catalina "Cata"
- Darío Acosta - Kendall
- Félix Antequera - Johnny
- Anderson Balsero - Comanche
- Saín Castro - Emiliano Rivera
- Humberto Dorado - Dr. Vargas
- Tita Duarte - Sra. Paipa
- Mauricio Figueroa - Omar "El Iluminado"
- Diana Hare - Inés
- Flavio León
- Ramiro Meneses - José Gabriel
- Alejandra Miranda - Isabel
- Angelly Moncayo - Sofía Pelvis
- Edgardo Román - Dr. Andrés Posada
- Juan David Sánchez - Chachán Rivera
- Adriana Vera - Dr. Luisa
- Adrian Sayari Sanchez Coccaro